# Кафана Булевар у старом Нишу
Кафана „Булевар” или по некима Велики булевар у старом Нишу била је један од већих угоститељских објеката у централном језгру Ниша с краја 19. и у првој деценији 20. века, који је изграђен десет година након ослобођења Ниша од Османлија. Кафана ће остати запамћена по томе што је с краја 19. века била средиште и једна од прекретница y културног и позоришног живота у Нишу. Кафана је радила све до 1903. године, када је њен власник продао Војној команда града Ниша, која је извршивши „веће адаптационе радове y целој згради", и у њој y лето исте године основала Официрски дом.

## Положај, назив и значај
Положај
Зграда бивше кафане „Булевар” сада Изложбеног простора Официрског дома, налази се y централном делу Ниша, крај нишавског парка, y Улици Орловића Павла бр. 28. Зграда се с ктаја 19. века налазила у непосредној близини, нишавског кеја, са градским купатилом, прелепог градског парка са шедрваном, прве Окружне болнице у Нишу, двора Обреновића, смештеног y некадашњем конаку Хафис-паше и Бећир-бега, прве нишке Народне библиотеке и велелепних зграда имућних нишлија и официра.
Назив
Име кафане „Булевар” одговарало је месту на коме је подигнута. Близина двора Обреновића, смештеног y некадашњем конаку Хафис-паше и Бећир-бега, на месту где је сада хотел „Парк", затим нишавског кеја и парка, као и Дворске улице (сада Улица 7. јула) са новоизграђеним зградама богатих нишких трговаца, официра и чиновника, доприносила је изгледу булевара. На Нишави је тада постојало и „војно купатило више двора, на четири понтона и са платненим оградама начињено”. Када се овоме придода и велико шеталиште Нишлија дуж нишавског кеја и покрај двора, онда се наведени назив може y потпуности идентификовати са простором крај кога се објект налазио.
Значај
Значај кафане и њене велелепне грађевине за историју Ниша, био је двострук:
- Као стециште културног и позоришном живота Ниша, с краја 19. века
- Као споменик велике историјске вредности, y коме је Народна скупштина Србије изгласала Нишку декларацију 7. децембра 1914, a Конгрес Југословенског одбора усвојио Нишку резолуцију 6. маја 1915. године, којима је ударен темељ будућем уједињењу и стварању југословенске заједнице, Краљевине Срба, Хрвата и Словенаца.[1]

Имајући у виду напред наведени значај Зграда негадашње кафана „Булевар” а потом Официрског дома, решењем Завода за заштиту споменика културе из Ниша, од 25. фебруара 1970. године, стављена је под заштиту закона. Одлуком Скупштине СР Србије од 7. априла 1979. године, Зграда бивше кафане „Булевар” под називом „Официрски дом” проглашена је непокретним културним добром од великог значаја за Републику Србију.

## Време оснивања кафане - суптотстављени ставовови
Према документацији Завода за заштиту споменика културе y Нишу,, зграда кафане је подигнута 1898. године. Међутим, како се делатност нишког позоришта „Синђелић" одвијала y овој згради још од 1891. године, то се настанак кафане „Булевар" не може везати за крај последње деценије 19. века, већ за њен почетак тј. 1890. годину.

## Ко је пројектовао зграду кафане?
Није познато чије је архитектонско дало ова кафана, мада се на основу неких извора, може приписати архитекти Ивану Козлићу (1839—1903), који је, по завршетку Gewerbe Academie y Берлину дошао 1866. године y Београд, где је прво радио као „пројектант y Министарству грађевина”, a затим y више градова Србије. Од 1883—1884. године радио је y Нишу као „окружни инжињер", после чега је постављен за „инспектора архитектонског одељења Министарства грађевина. На овој дужности пензионисан је 1901. године". Како се према извештај грађевинског одсека општине нишке за 1913. годину, наводи податак о пројектовању неких објеката у 
y Дворској улици y Нишу од „окружног инжињера Ивана Козлића”, као и једне кафане „крај Нишаве”. Међу тим како се не наводе, конкретнији подаци о тим објектима, нити назив кафане, само се може претпоставити да је он био пројектан кафане „Велики булевар”, која одговараовој локацији.

## Историја
Објекат кафане под називом „Булевар“, изграђене је наивероватније на почетку друге деценије од ослобођења Ниша од Османлија, (око 1890. године) као угоститељски објекат или кафана. Изградњу зграде финансирао је њен власник познати градски кафеџија Милан Радосављевић Рапоња.
Кафана је изграђена у централном језгру старог Ниша на нишавском кеју и парка, у непосредној близини Дворске улице (сада Улица 7. јула) и била је окружена новоизграђеним зградама богатих нишких трговаца, официра и чиновника.
У кафани „Булевар” су с краја 19. и почетком 20. века гостовала бројна путујућа позоришта, певачка друштвима и војни оркестри забављајући госте кафане. Кафану „Булевар" користиле су током 1892. и почетком 1893. године путујуће позоришне дружине „Фотија Иличића” и „Николе-Бате Симића”8, a потом су у њој приређивани и концерти војне музике, певачких друштава „Бранко" и „Корнелије" и друге културне манифестације.
Кад је почетком 1891. године кафана „Европа", услед реновирања, постала неподесна за делатност нишког позоришта „Синђелић", власник „Булевара" понудио је нишком позоришту салу свог објекта. Позориште „Синђелић" је тако већ средином марта 1891. године извело прву представу, и тиме учинило прекретницу y даљем културном и позоришном животу Ниша.
Сала кафана „Булевара" је за потребе одржавања позоришних предтсва била специјално уређена. Зидови су били прекривени пиротским ћилимовима и сликама Стевана Синђелића, Вука Караџића, Његоша, радовима нишког сликара Стевана Никшића Лале, а у дну сале била је постављена позорница прекривена „плишаним застирачима” и „лепо изведеном завесом”.
Тако је било све до 1903. године када је објекат откупила Команда града и претворила га у Официрски дом (дом војних старешина, официра и подофицира), који је функционисао све до почетка Другог светског рата 1941. године.

## Напомена
1. ↑  Досије Официрског Дома на основу бележака покојног управника нишког Народног музеја Александра Ненадовића